# Raffigurazioni di Shakespeare
Numerosi sono i dipinti o le sculture che raffigurano William Shakespeare, ma nella maggior parte dei casi si tratta di opere posteriori alla sua morte, realizzate da artisti che non lo videro mai.

## Raffigurazioni identificate come Shakespeare

### L'incisione di Martin Droeshout

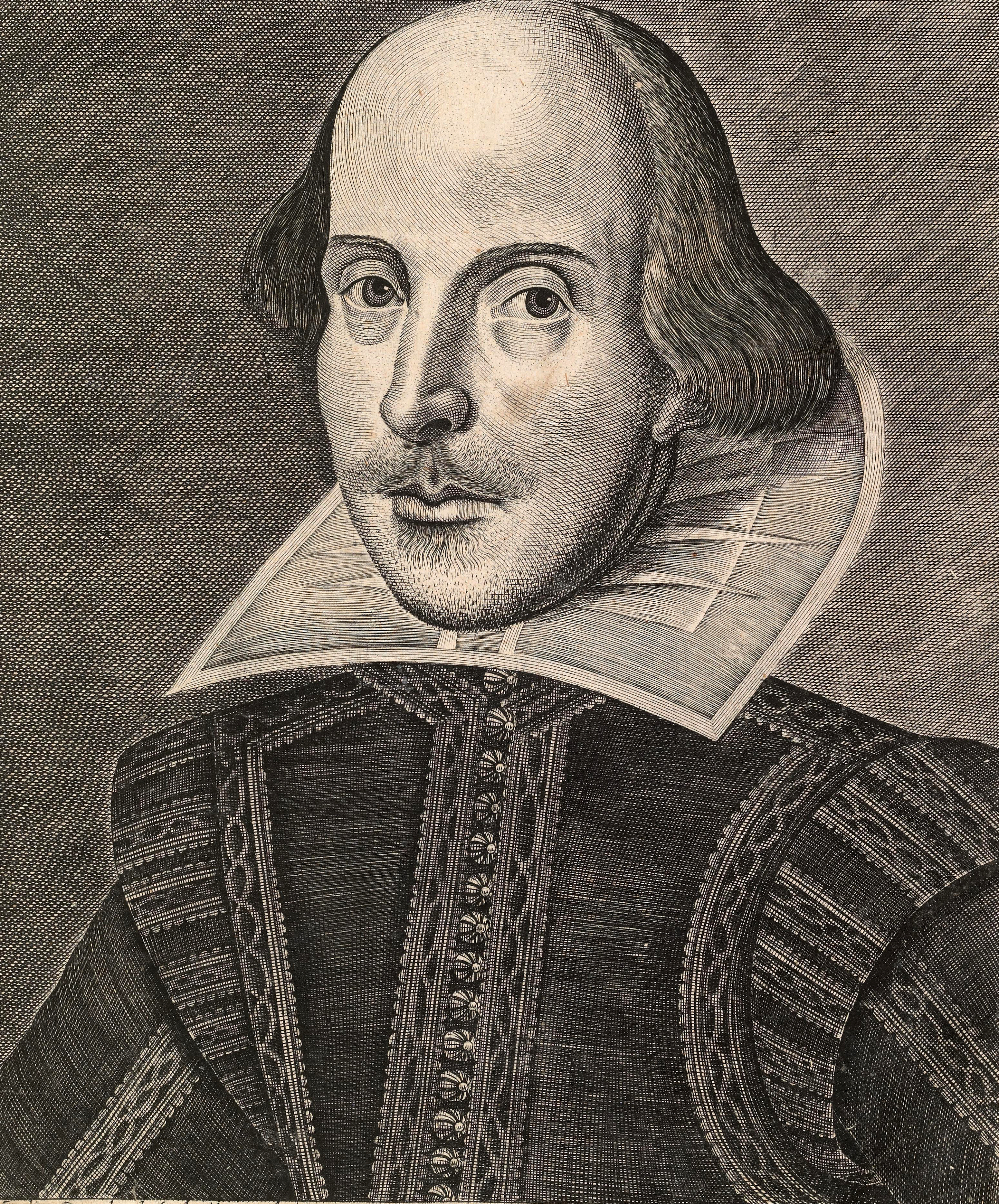
L'incisione di Martin Droeshout

L'incisione che illustra il frontespizio dell'in-folio fu realizzata nel 1623, sette anni dopo la morte di Shakespeare. L'autore, Martin Droeshout, è probabile che non abbia mai visto Shakespeare in vita e che si sia basato per la sua incisione di un disegno o di un ritratto a noi non pervenuto.; tuttavia il volto fu ritenuto accettabile dagli amici di Shakespeare John Heminge ed Henry Condell che lo inserirono sul frontespizio della prima edizione omnia delle opere teatrali scespiriane, il First Folio.

### Il busto scolpito da Gheerart Janssen
Il busto posto sopra la tomba di Shakespeare alla Holy Trinity Church di Stratford fu realizzato nel 1623, ma ci è pervenuto dopo un pesante intervento che nel secolo successivo ne modificò le sembianze. Pur in assenza di documenti, si ritiene che sia stato commissionato/approvato dalla famiglia Shakespeare. Janssen fu attivo dopo il 1610 nei pressi del Globe Theatre ed è probabile che abbia conosciuto di vista Shakespeare, ma questo – e lo vediamo da diverse incisioni e disegni realizzati nel corso del XVII secolo – non è attendibile.

## Raffigurazioni effettuate con Shakespeare in vita

### Ritratto Chandos

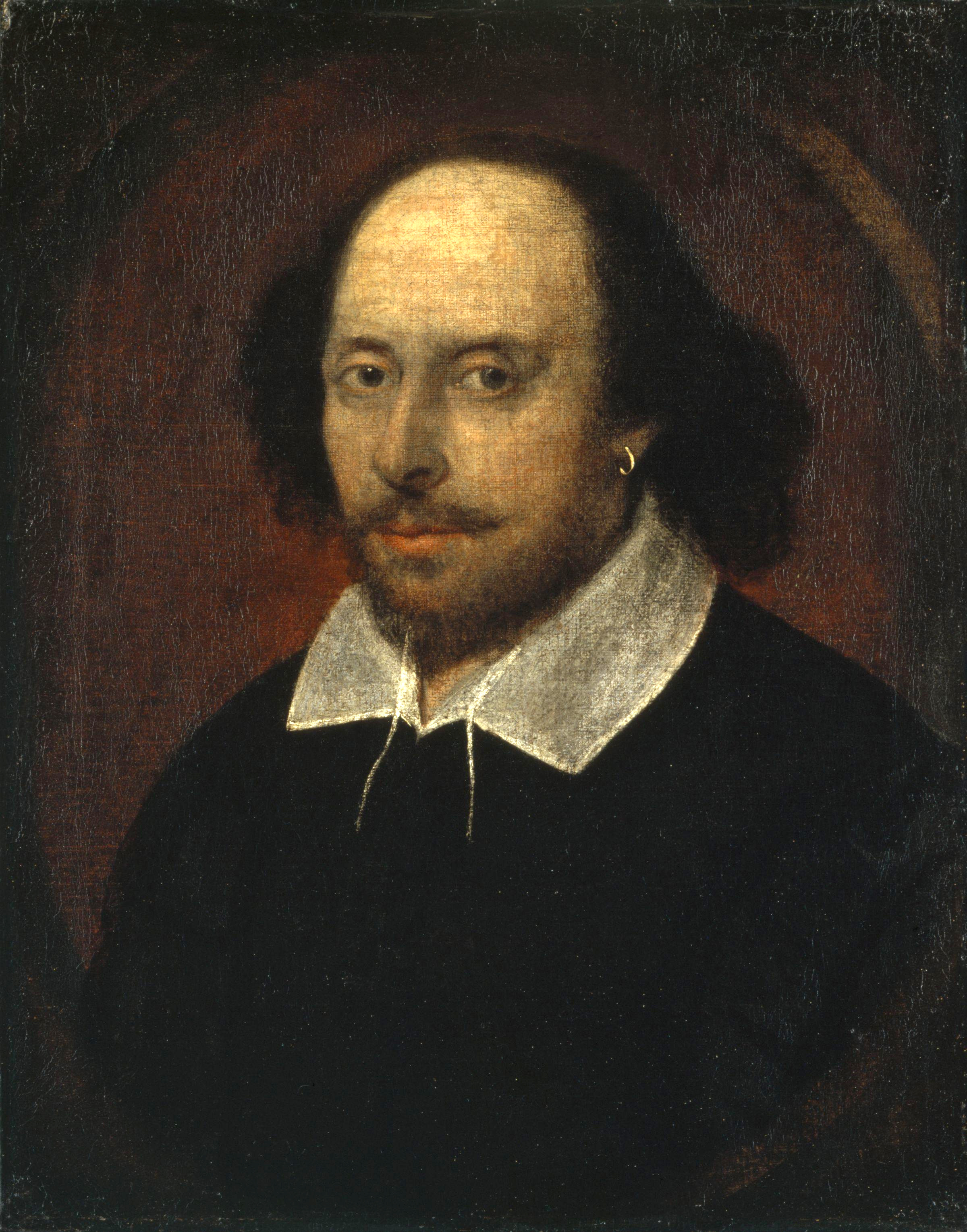
Il ritratto Chandos

Il più famoso dei ritratti shakespeariani; a differenza delle due opere precedenti, è stato dipinto dal vivo intorno al 1610. Tuttavia non è certo che si tratti di William Shakespeare. Il ritratto deve il nome a James Brydges (1673-1744), primo Duca di Chandos e primo padrone documentato del ritratto.

Tradizionalmente è ritenuto opera di Richard Burbage (1567–1619), attore amico di Shakespeare, che l'avrebbe successivamente donato a Joseph Taylor. Gli studiosi moderni non lo ritengono credibile, anche perché Burbage e Taylor non fecero mai parte contemporaneamente della stessa compagnia.

Il primo riferimento riguardante il ritratto si trova in una nota di George Vertue (1684-1756) che dichiara che fu dipinto da John Taylor, un membro della Painter-Stainers' company, e che prima dell'acquisto da parte del Duca di Chandos, il ritratto era appartenuto al presunto figlioccio di Shakespeare, William Davenant (1606–1668).

Sino all'Ottocento il ritratto fu ritenuto attendibile, tanto da essere utilizzato come base per il busto di Peter Scheemakers installato a Westminster nel 1740. Nel 1856 fu donato - prima opera della collezione - alla British National Portrait Gallery di Londra in occasione della sua fondazione, dov'è ancor oggi.

Nel 2006 Tarnya Cooper, della National Portrait Gallery, ha terminato uno studio di tre anni sui presunti ritratti di Shakespeare, giungendo alla conclusione che il ritratto Chandos sia il più attendibile. La Cooper punta l'attenzione sull'orecchino e sulla cravatta slegata del modello, segni emblematici dei poeti (il poeta John Donne e il Conte di Pembroke, patrono di Shakespeare, sfoggiavano un look simile). Tuttavia la Cooper ammette che l'autenticità del dipinto non può essere dimostrata.

### Ritratto Cobbe

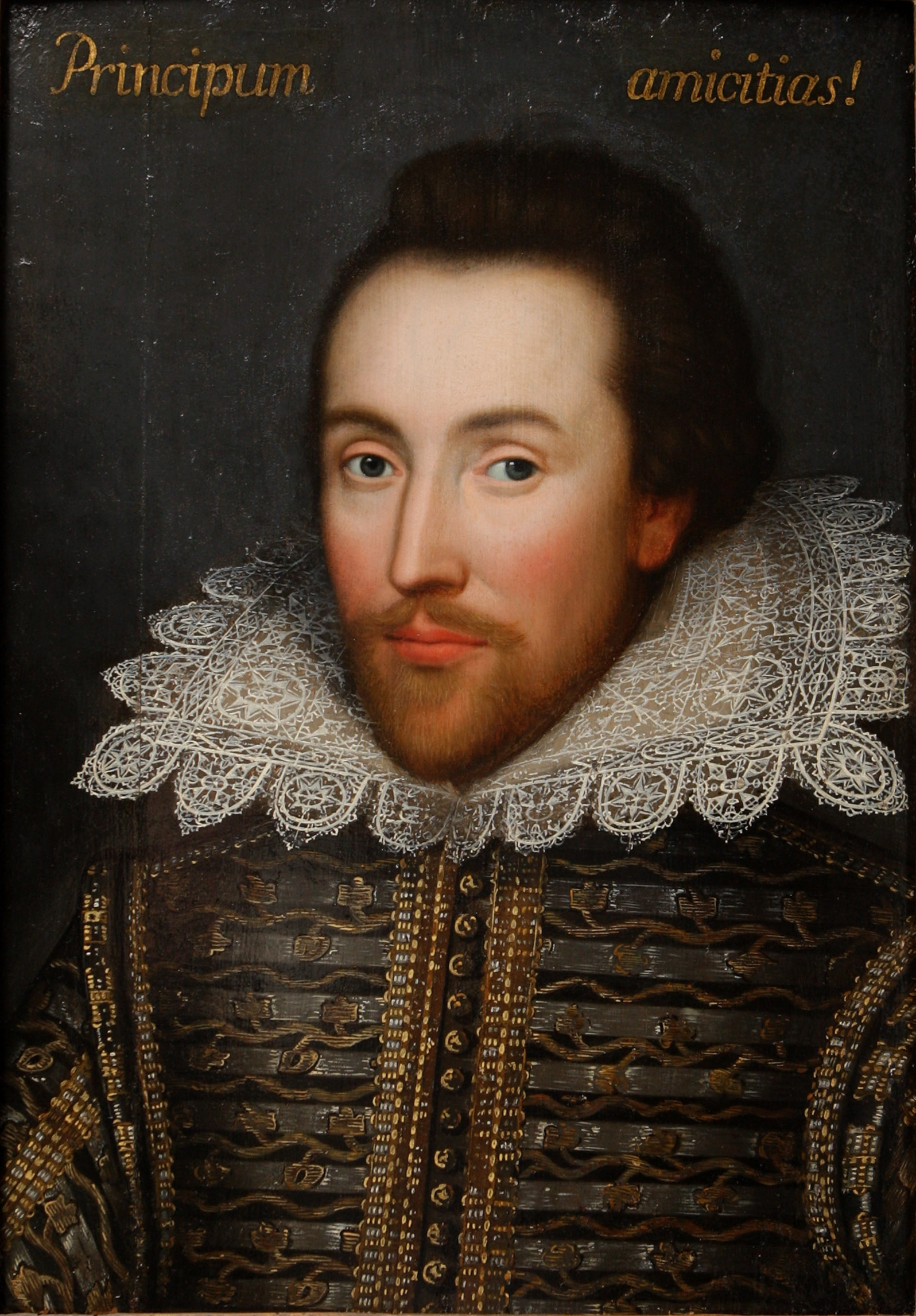
Il ritratto Cobbe

Recentemente si è aggiunto il quadro posseduto dalla famiglia Cobbe, appartenuto al terzo conte di Southampton, uno dei mecenati che finanziarono la messa in scena delle opere di Shakespeare. A questo ritratto sarebbe ispirato, alcuni anni dopo la morte di Shakespeare, il Ritratto di Gheerart Janssen, un pittore fiammingo che lavorò in Inghilterra nella prima metà del XVII secolo. Gli studi compiuti sul quadro mostrano interventi successivi per renderlo simile all'immagine ideale di Shakespeare, soprattutto nel togliergli i capelli dalla fronte e renderlo dissimile da quello che in origine era il ritratto di sir Thomas Overbury.